# Федерація футболу Малі
Федерація футболу Малі (англ. Malian Football Association; фр. Fédération Malienne de Football) — організація, що здійснює контроль та управління футболом у Малі. Розташовується у Бамако. ФФМ заснована у 1960 році, вступила до КАФ у 1963 році, а у ФІФА — у 1964 році. 1975 року стала членом-засновником Західноафриканського футбольного союзу. Федерація організує діяльність та керує національними збірними з футболу (чоловічою, жіночою, молодіжними). Під егідою федерації проводиться чемпіонат країни та багато інших змагань. Діяльність федерації була призупинена ФІФА 17 березня 2017 року.